# Болометрическое расстояние
Болометри́ческое расстоя́ние — мера расстояния от наблюдателя до объекта в астрономии и космологии, рассчитываемая через его известную светимость {\displaystyle L} и принимаемый наблюдателем поток {\displaystyle F} как
{\displaystyle l_{b}={\sqrt {\frac {L}{4\pi F}}}.}
В евклидовом нерасширяющемся пространстве данная величина совпадает с обычным расстоянием, в расширяющейся Вселенной применяется как стандартное определение для расстояния между объектами, наряду с реже используемым в силу большей сложности определения угловым расстоянием.